# Wisselverwarming

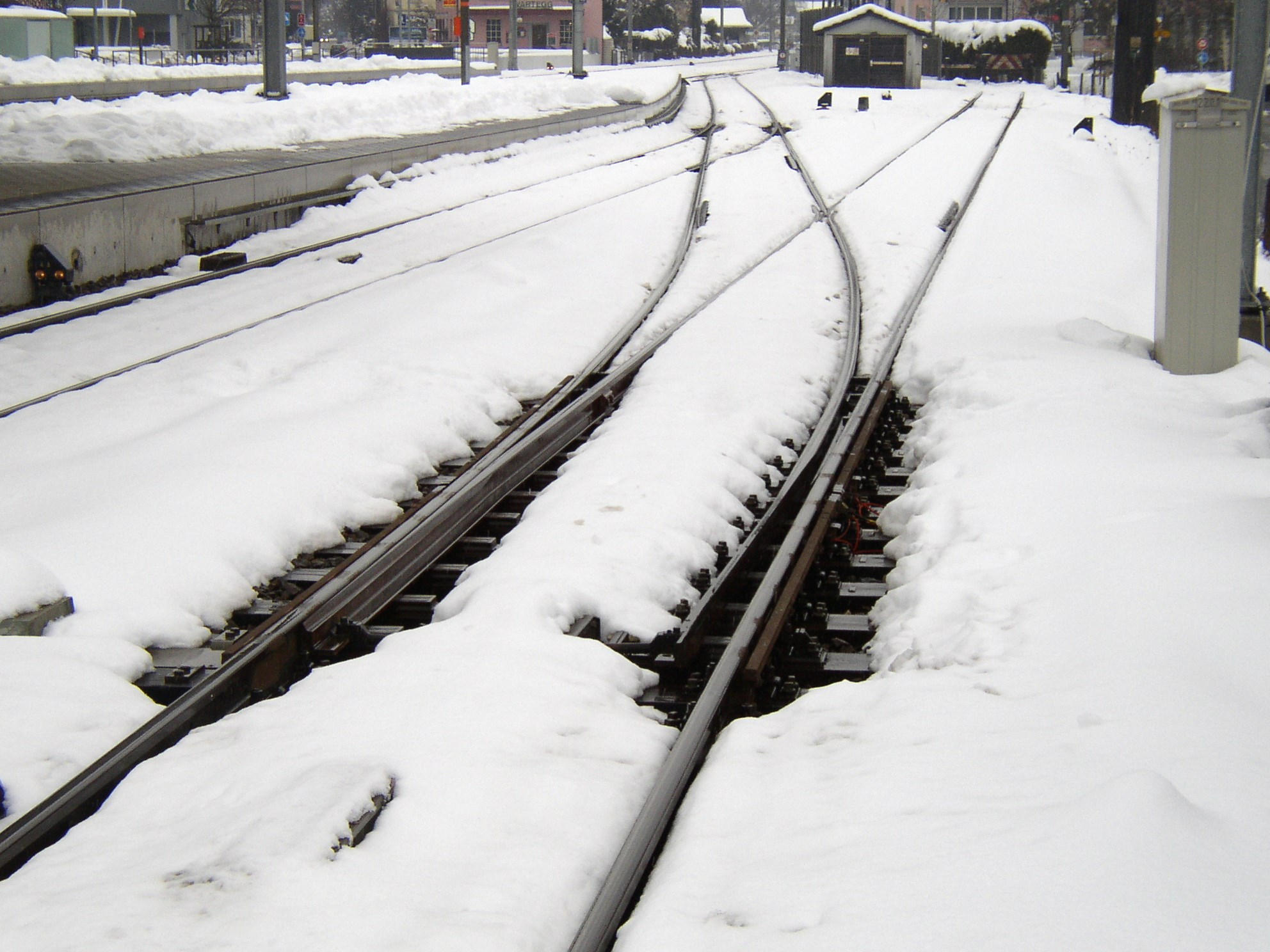
Door de wisselverwarming ligt er bij de wissels geen sneeuw

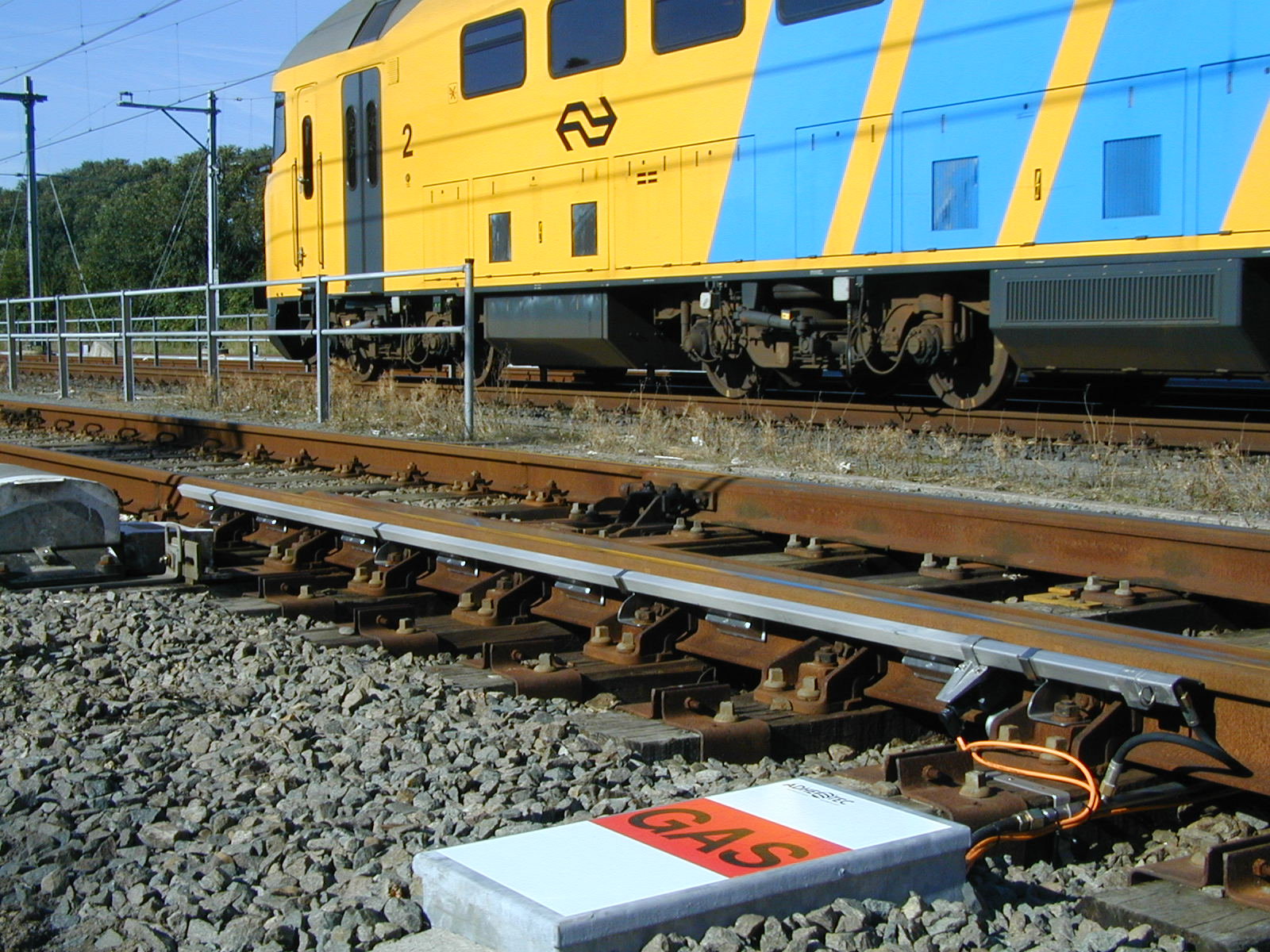
Branderpijpsysteem

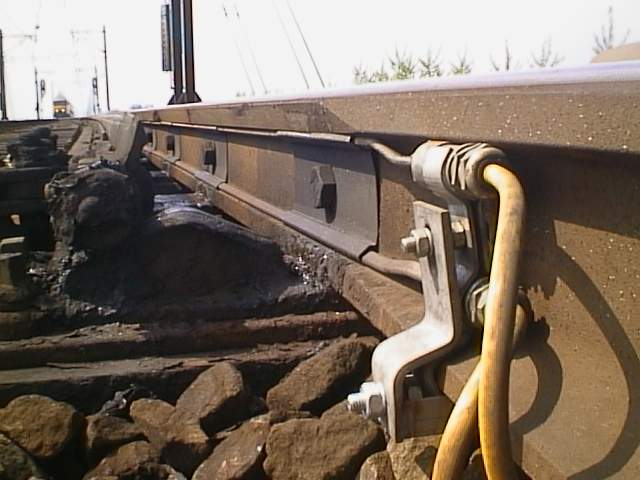
Elektrisch lintelement

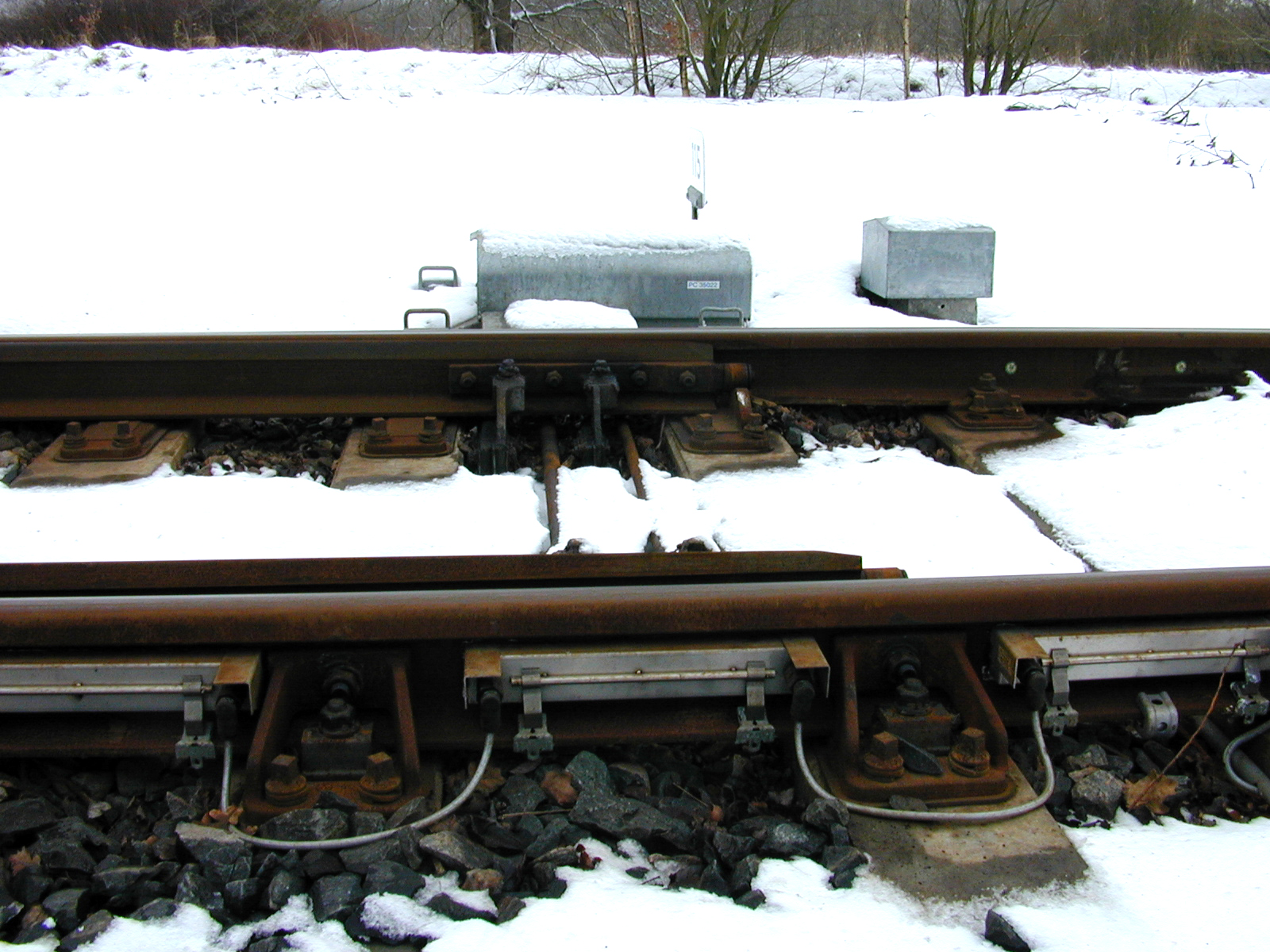
Elektrisch blokelement

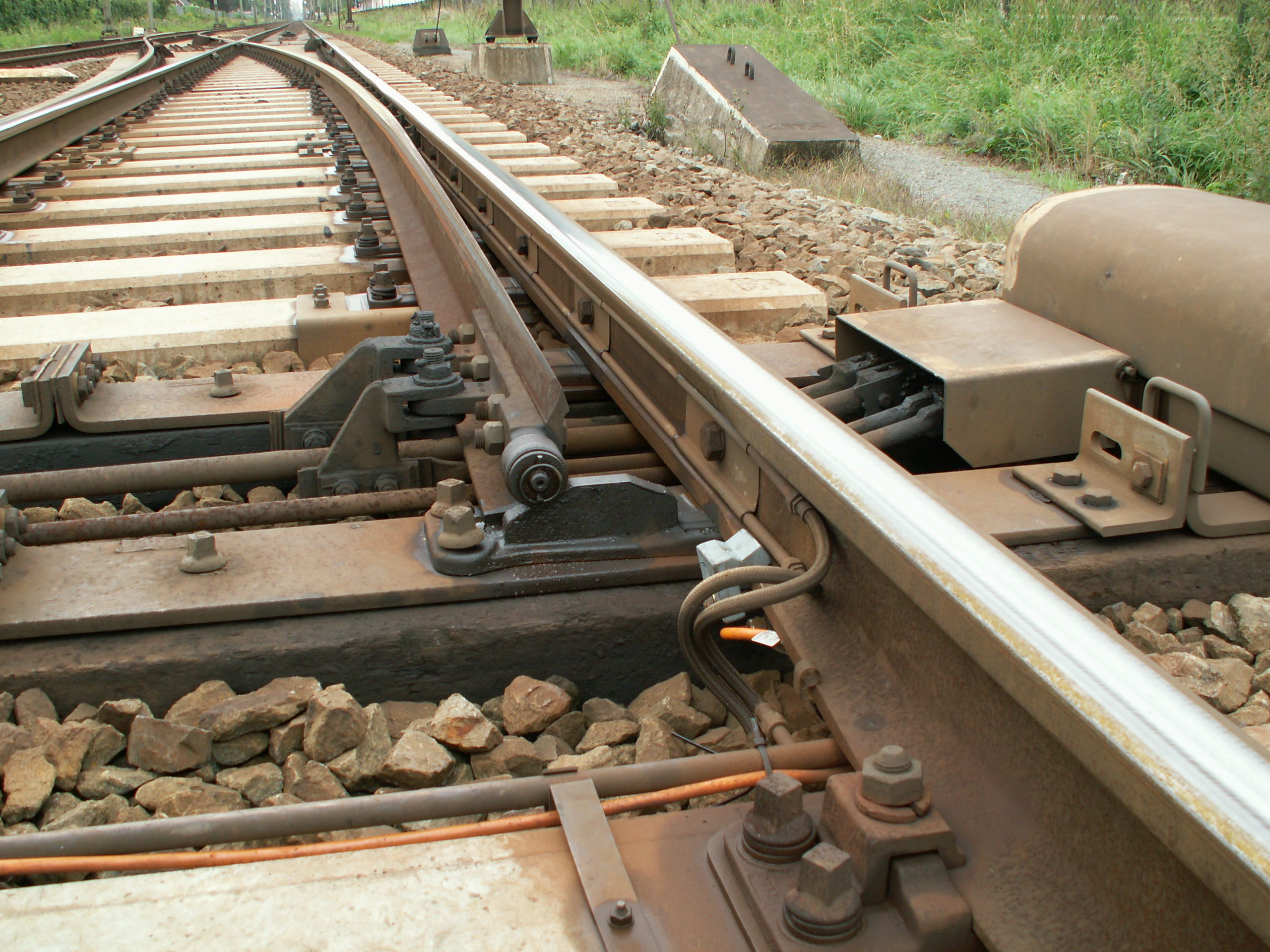
Warmtewisselaar van een CBG- of aardwarmtesysteem

Wisselverwarming wordt gebruikt om spoorwissels sneeuw- en ijsvrij te houden. Een matige hoeveelheid sneeuw is op een vrije spoorbaan geen probleem, maar ophoping van sneeuw tussen de wisseltongen kan tot gevolg hebben dat een wissel niet meer omgelegd kan worden. In Nederland zijn circa 6500 van de totaal 8900 wissels uitgerust met wisselverwarming. ProRail is verantwoordelijk voor het onderhoud hiervan.
In Nederland worden vier soorten wisselverwarming toegepast:

## Gas
Wisselverwarming vindt al heel lang plaats met behulp van ter plekke opgestelde gasbranders. De warmteoverdracht vindt plaats door middel van beheerste verbranding van een gasmengsel (aardgas), dicht bij de ziel aan de buitenzijde van de aanslagspoorstaaf. De warmte wordt via straling en hete verbrandingsgassen overgedragen aan de spoorstaaf en de directe omgeving. Vroeger kwam het gas uit een ter plekke geplaatste gasfles. Tegenwoordig wordt het gas meestal via leidingen naar het wissel geleid. In een branderpijp wordt het gas vervolgens  vermengd met lucht, een vonkontsteker zorgt voor de ontbranding van het gas/luchtmengsel.

## Centrale Buis Gas (CBG)
Hierbij wordt de benodigde warmte verkregen door verbranding van gas in een cv-ketel, vergelijkbaar met die voor huishoudelijk gebruik. Het opgewarmde antivriesmedium wordt door warmtewisselaars, U-vormig RVS-buisprofiel, gepompt waarbij de warmte door geleiding en convectie wordt overgedragen aan de spoorstaaf en haar omgevingslucht. Deze warmtewisselaars zijn met klemplaten gemonteerd aan de binnenzijde van de aanslagspoorstaaf.

## Elektrisch
De warmteoverdracht vindt plaats met weerstandverwarmingselementen. Hierbij zijn variaties die zijn bevestigd aan de binnen- of buitenzijde van de aanslagspoorstaaf (korte wissel), alsook op de voet van de spoorstaaf (hoge-snelheidswissels). De warmteoverdracht vindt plaats door geleiding alsook door het opwarmen van de directe omgevingslucht.

## Aardwarmte
Dit is een variant op het CBG-systeem waarbij in plaats van een cv-ketel een warmtepomp wordt toegepast. De benodigde energie wordt gehaald uit aardwarmte (±75%) en het elektriciteitnet (±25%).

## Betrouwbaarheid
In Nederland wordt vooral het branderpijpsysteem gebruikt. Wissels met gasverwarming kunnen door van treinen vallend ijs of heftige sneeuwval verstopt raken. Centrale buis- en elektrische verwarming hebben een lager verwarmend vermogen en zijn daarom minder goed opgewassen tegen extreme kou. De uiteindelijke betrouwbaarheid van een verwarmingssysteem is afhankelijk van de kwaliteit, een juiste aanleg en geregelde inspectie en onderhoud.